# Xã Prairie, Quận Franklin, Ohio
Xã Prairie (tiếng Anh: Prairie Township) là một xã thuộc quận Franklin, tiểu bang Ohio, Hoa Kỳ. Năm 2010, dân số của xã này là 16.498 người.